# Mesostenus terani
Mesostenus terani là một loài tò vò trong họ Ichneumonidae.